# Lorenzo di Alessandro da Sanseverino

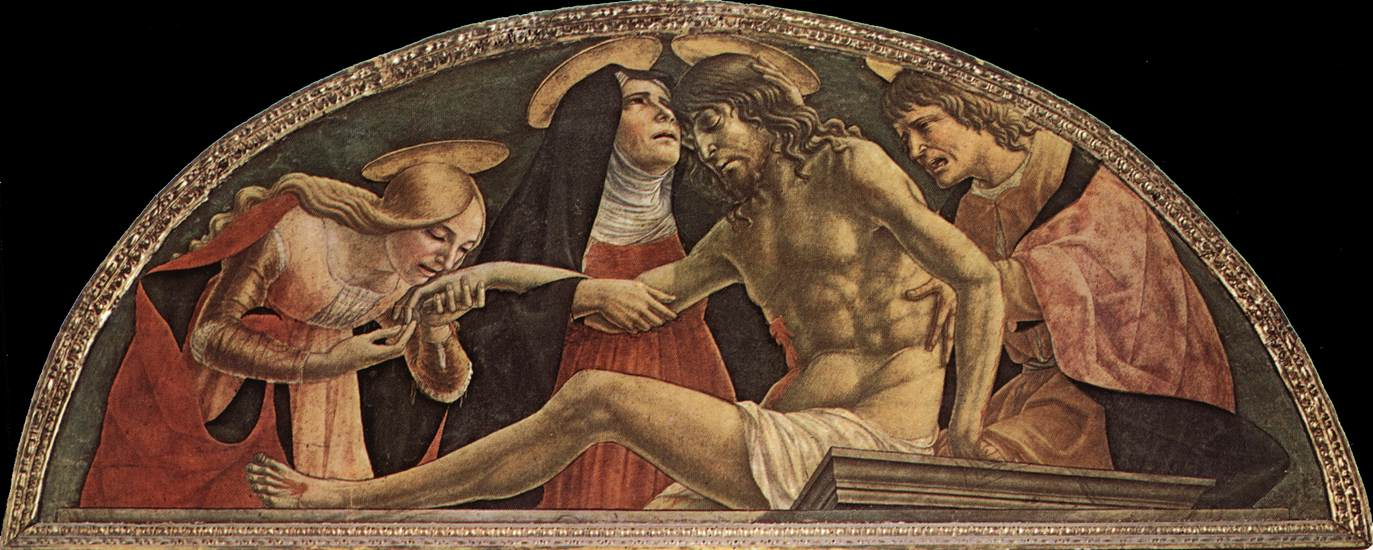
Pietà, Uffizi.

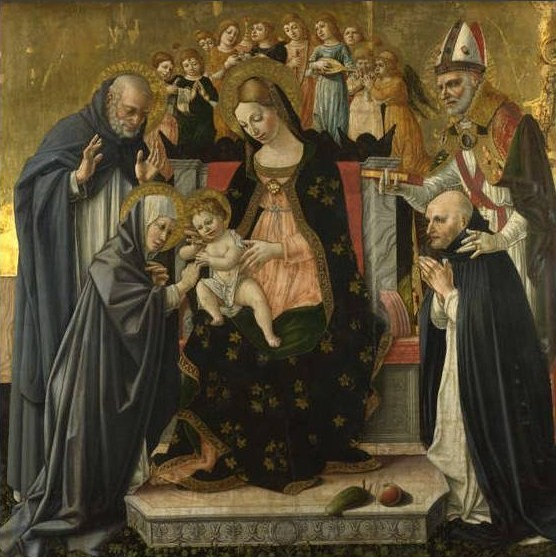
Matrimonio místico de Santa Catalina de Siena, National Gallery, Londres.

Lorenzo di Alessandro da Sanseverino, llamado Il Severinate (San Severino Marche, ca. 1445 - 1503), fue un pintor italiano del Renacimiento. Se le puede considerar el último representante de la escuela pictórica de San Severino.

## Biografía
Hijo de Alessandro di Francione, un herrero acomodado, se formó en el taller de orfebre y pintor Bartolomeo di Antonio, Il Frignisco. Las primeras noticias fidedignas de su actividad en San Severino Marche, donde probablemente nació, datan de 1468. Pronto abrió su propio negocio en su ciudad natal, que prosperó rápidamente. Llegó a ejercer una magistratura en San Severino, pues fue priore di quartiere en 1493, encargado de la administración de justicia.
Como artista, combinó influencias tardo-góticas con las de otros artistas más avanzados, como Niccolò Alunno de quien fue ayudante, Piero della Francesca o Carlo Crivelli. El catálogo de sus obras comprende unas cuarenta piezas entre tablas y frescos, de las cuales solamente dos están firmadas.
Colega y amigo suyo fue su compatriota Ludovico Urbani. Lorenzo también fue entendido en música, destacando como tañedor de laúd.

## Obras destacadas
- Tabernáculo de Santa María di Piazza Alta, Sarsano (1483), compuesto de las siguientes piezas:
  - Virgen entronizada con el Niño y ángeles músicos (centro)
  - San Juan Bautista
  - San Martín
  - San Sebastián
  - San Roque
  - Cristo bendiciendo con la Virgen y el arcángel San Miguel (tímpano)
- Frescos de Santa María della Maestà, Parolito (San Severino Marche)
- Bautismo de Cristo (Galleria Nazionale delle Marche, Urbino)
- Matrimonio místico de Santa Catalina de Siena (National Gallery, Londres)
- Virgen entronizada con el Niño y santos (Museum of Art, Cleveland)
- Pietà (Pinacoteca di San Severino Marche)
- Pietà (Uffizi, Florencia)
- Virgen con niño y santos Francisco y Sebastián (Galleria Nazionale d'Arte Antica, Roma)
- Virgen con niño y santos (1496, San Francesco, Serrapetrona)
- Virgen del Monte (1491, Santuario di Santa María del Monte, Caldarola)